# Domenico Quattrociocchi
Domenico Quattrociocchi (Palermo, 8 agosto 1872 – Roma, 18 aprile 1941) è stato un pittore italiano.

## Biografia
Nacque a Palermo nel 1872 e si trasferì a Roma nel secondo decennio del 900; per vent'anni lavorò nel suo studio fino alla morte che lo raggiunse il 18 aprile del 1941. Suoi maestri furono i pittori siciliani Francesco Lojacono e Salvatore Marchesi.
Dopo il suo trasferimento a Roma nel 1905 espose all'Esposizione Internazionale di Palazzo delle Belle Arti di Roma. Nel 1906 partecipò all'esposizione degli Artisti di Milano. Durante questo periodo il maestro incrementò la sua produzione di paesaggi, riferiti soprattutto alle vie e piazze di Roma per continuare la sua opera fino agli anni quaranta.
Nel 1908 un suo quadro, La quiete, fu acquistato dal Ministero della Pubblica Istruzione per poi essere sistemato nelle sale della Galleria d'Arte Moderna di Roma. 
Nel 1909 partecipò alla biennale di Venezia.
Continuò la sua opera artistica fino all'inizio della Seconda guerra mondiale.  Molti suoi quadri, in un'apposita saletta, sono visibili nella Villa Cattolica di Bagheria, donati dalla figlia Emma. Nel parco che circonda la costruzione si trova l'arca che contiene le spoglie di Renato Guttuso, tutta in marmo azzurro chiaro.